# 隆昌路隧道
隆昌路隧道是中国上海市一座建设中的横跨黄浦江的隧道，位于内环杨浦大桥和中环军工路隧道之间，北起隆昌南路杨树浦路路口南侧，南至云山路栖山路路口北侧，建设规模为双向4条机动车道，设计车速为40公里/小时。